# Габа
Габа — сукно із Туреччини білого кольору. Також габою називали опанчу з цієї матерії. Також з габи у XVII столітті шили козацькі жупани.
За однією з версій від слова «габа» походить назва тканини габардин.

## У культурі
У творчості Тараса Шевченка є образом снігу: 
| Возьме її [діброву] та й огорне В ризу золотую І сповиє дорогою Білою габою |
Також є згадка у вірші Василя Стуса
Переливами дзвінкими, мов проміння, ллється мова,
Добрий обрій сповиває золота габа.
Або Василя Симоненка:
І коли химерною габою
Спеленає землю довга ніч,
Довго серце тужить за тобою,
Довго сон мені не йде до віч.